# Farneby

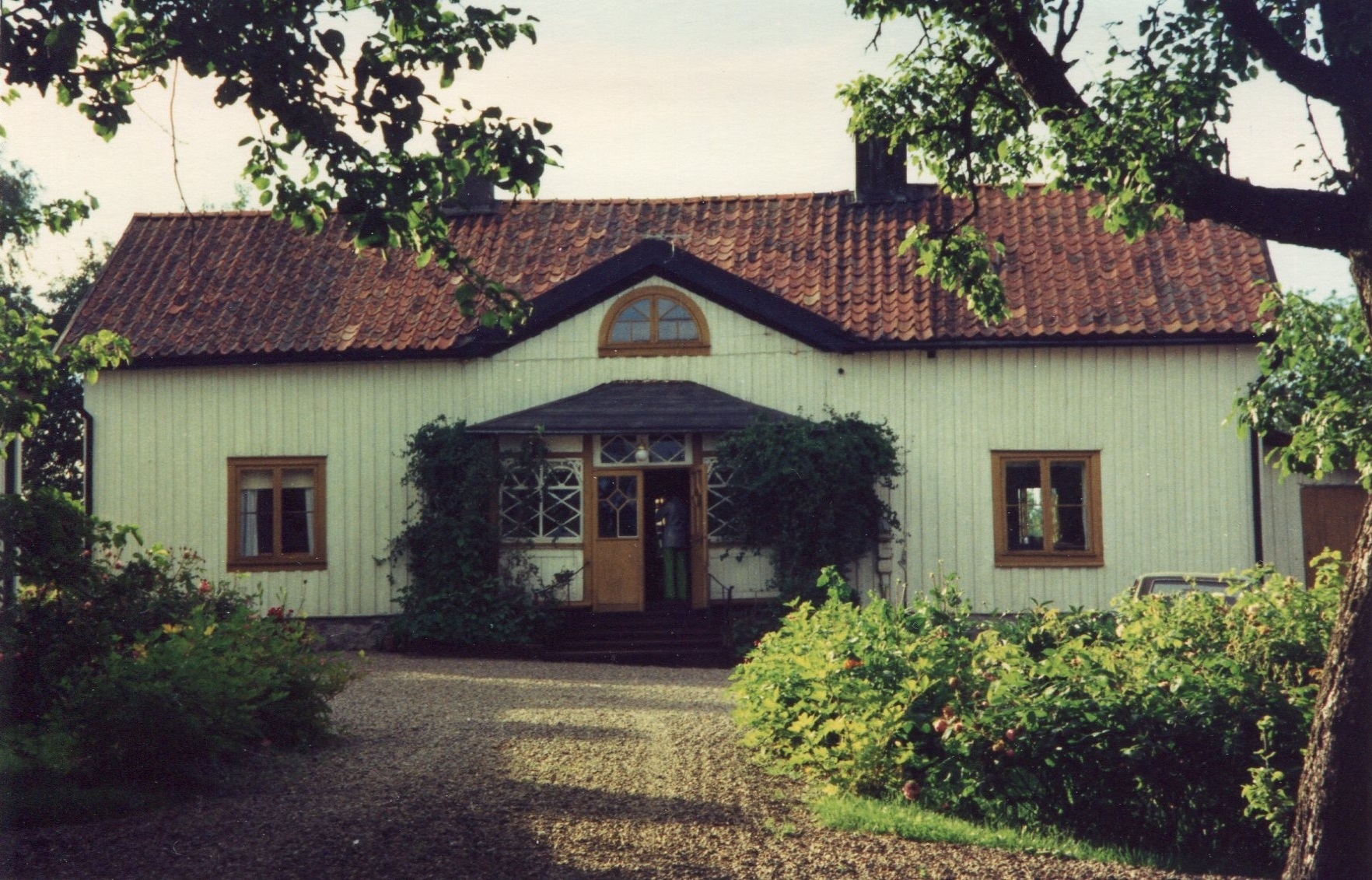
"Farneby Gård" (mangårdsbyggnaden till vad som tidigare var Mellangården)

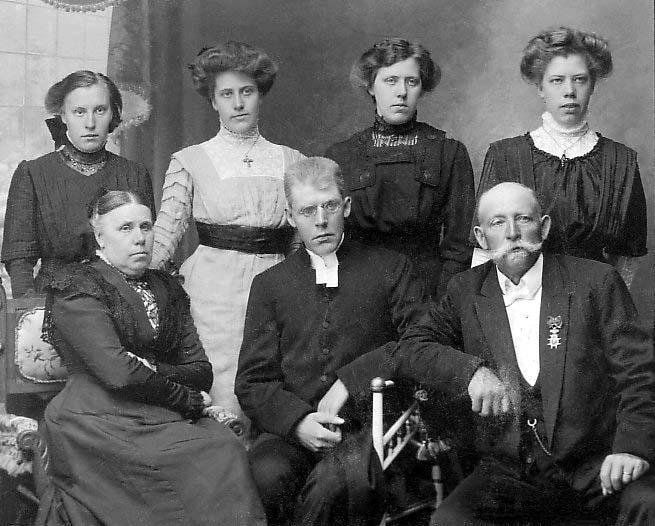
Fanjunkaren Oscar Andersons släkt och familj innehade Farneby gård i många generationer.

Farneby är en by  som ligger vid sjön Långhalsen mellan Vrena och Bettna i Vrena socken, Nyköpings kommun, Södermanland.

## Historia

### Forntid
I denna trakt har det troligen bott folk sedan landet steg upp ur havet och de högre delarna var öar i en skärgård. Flera fornlämningar finns, bland annat en fornborg på drygt 45 meters höjd över nuvarande havsnivå. För 4 000 år sedan låg havet 25 meter högre än i dag, så dagens sjö Långhalsen var en vik av havet. Sjön ligger i dag cirka 19 m ö.h. Byn uppstod troligen som by redan under järnåldern. Byns marker ligger delvis vid Långhalsen och del av Farneby ö ingår.

### 1500-talet
Namnet Farneby är dokumenterat i ett dokument skrivet i Strängnäs år 1402. Byns gårdsägare är kända enligt en frälselängd av år 1562 och byn bestod då av två hemman om vardera ett mantal. Det ena hemmanet tillhörde jämte gården Binklinge och två hemman i Vevelsund Per Brahe, död 1590. Det andra ägdes 1562 av Carl Holgersson, död 1566. Efter många ägarbyten där några av ägarna tillhörde släkterna Oxenstierna, Ribbing med flera, förmedlades eller inlöstes ett hemman till kavalleriet och ett till infanteriet för att avlöna militär personal. På gårdarna bodde oftast åbor, arrendatorer. All mark brukades gemensamt genom beslut i byalaget.

### 1600–1700-talen
På en karta från 1690 framgår att det då fanns fyra gårdar i Farneby, Öfvergården, Mellangården, Östergården och Skrivargården. Alla var inlösta till Kronan. Dessutom fanns torpen Björktorp och Hallvedstorp (Hålvedstorp). Två gårdar friköptes från Kronan 1702–1703.

### 1800-talet
Byn bestod som by från minst 1200-talet fram till 1835 års genomgripande Laga skifte. Anknytningen till Södermanlands Regemente upphörde successivt och alla gårdarna blev privatägda. Namnet Farneby var mer imaginärt och inte längre ett specifikt, geografiskt avgränsat område. Vattennivån i sjön Långhalsen sänktes med 2 meter och mer odlingsbar mark skapades. Järnvägen drogs genom byn på 1870-talet.

### 1900-talet
Gårdarna och torpen bytte ägare flera gånger, en gårds mark las ihop med en granngård och många avstyckningar skedde. Den lilla sjön Filaren dikades ut och mer odlingsbar mark skapades. Särskilda fritidshus på egna tomter började uppföras. En ny landsväg drogs genom byn och ersatte den gamla landsvägen. Vägsamfälligheter bildades.

### 2000-talet
Farneby är namnet på ett område med tre gårdar och många bostads- och fritidshus. Gårdarna är Mellangården, Östergården och Skrivargården. Markerna till den ursprungliga gården Öfvergården och största delen av de till den ursprungliga Skrivargården är avstyckade och inlemmade i den intilliggande gården Binklinge. Namnet Övergården används för det ena av de båda bostadshus, före detta skolhus, som ligger i byn. De tre gårdarna har fortfarande andelar i häradsallmänningen och de är bland annat med i de olika utdikningsföretag som fortfarande är gällande och de har fortfarande rätt till odelat fiske i sjön Långhalsen.

## Nuvarande gårdar
Mellangården är ett traditionellt jordbruk med en areal av totalt 68 ha. Mangårdsbyggnaden är uppförd 1912, ekonomibyggnaderna 1920–2012. Driften är speciellt inriktad mot hästskötsel.
Östergården är ett traditionellt jordbruk med en areal av totalt 59 ha, med inriktning vedförsäljning. Mangårdsbyggnaden är uppförd 1907, och ekonomibyggnaderna 1908–2005.
Skrivargården är sedan 2010 ett mindre deltidsjordbruk på cirka 9 ha med fårskötsel.
"Farneby gård", egentligen Mellangårdens ursprungliga mangårdsbyggnad med tomt, som avstyckades 1918, består av en mangårdsbyggnad uppförd 1839 och två flyglar i timmer med träpanel varav den västra är uppförd kring 1720.